# Regalia

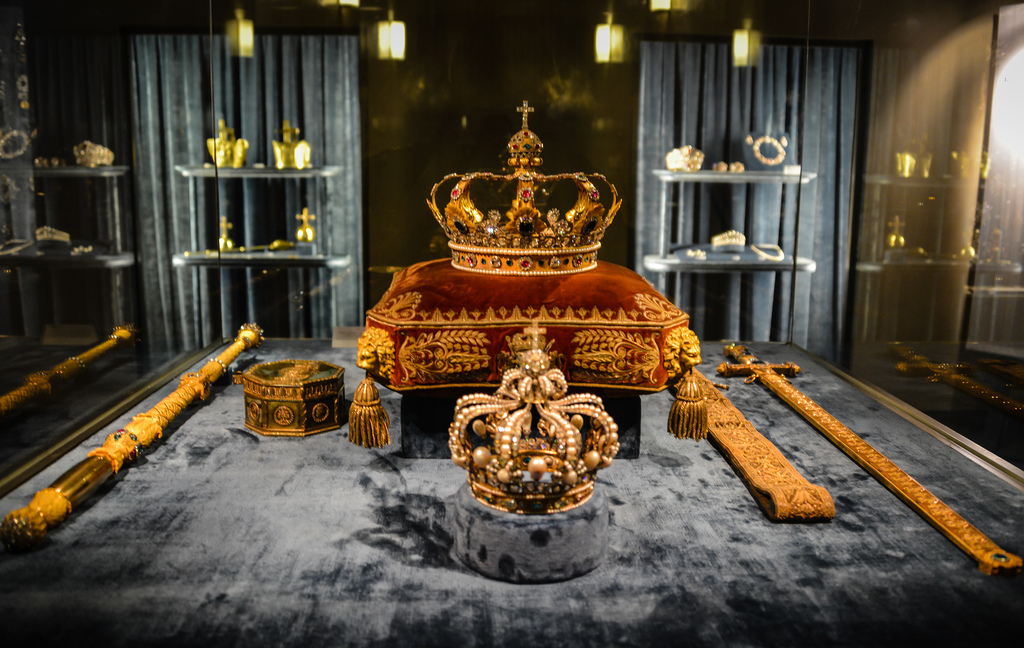
Regalia van voormalige koningen van Beieren

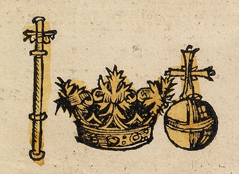
Regalia van het Heilige Roomse Rijk afgebeeld in de Schedelsche Weltchronik, 1493

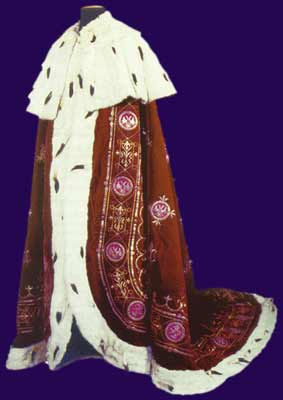
Koninklijke mantel van Servië

Regalia is een Latijn meervoudswoord (plurale tantum) waarmee bepaalde uiterlijke symbolen van het keizer- of koningschap wordt aangeduid, oorspronkelijk de officiële kleding. Dit artikel gaat over de uiterlijke tekenen van de soevereine macht van een vorst, koning of keizer. In een andere betekenis zijn het de koninklijke of vorstelijke (voor)rechten ofwel privileges, de regalen, die in het Latijn óók regalia genoemd worden.

## Kroonjuwelen
Onder regalia verstaat men ook de tekenen die de koninklijke macht symboliseren, die bij een troonswisseling aan de nieuwe vorst overhandigd worden en bij officiële gelegenheden worden gedragen. Met kroonjuwelen wordt gedoeld op bijzonder waardevolle stukken die een kroning extra glans geven en de hoge status van de gekroonde benadrukken. De begrippen regalia en kroonjuwelen worden wel door elkaar gebruikt maar de begrippen overlappen elkaar niet. 
De regalia verschillen in de tijd en van land tot land. Veel voorkomende regalia zijn:
- Kroon of tiara
- Rijksappel
- Rijkszwaard
- Scepter
- Mantel
- Ring
- Kraag of sjerp gemaakt uit een edele stof afgezet met edelstenen[1]

Als voorbeelden gelden ook de Duitse Rijksappel en het Japanse keizerlijke zwaard.

## Kleuren
Voor de keizer van het Roomse Rijk was een bepaalde kleur donkerpaars gereserveerd, voor Chinese keizers de kleur geel.

## Nederland

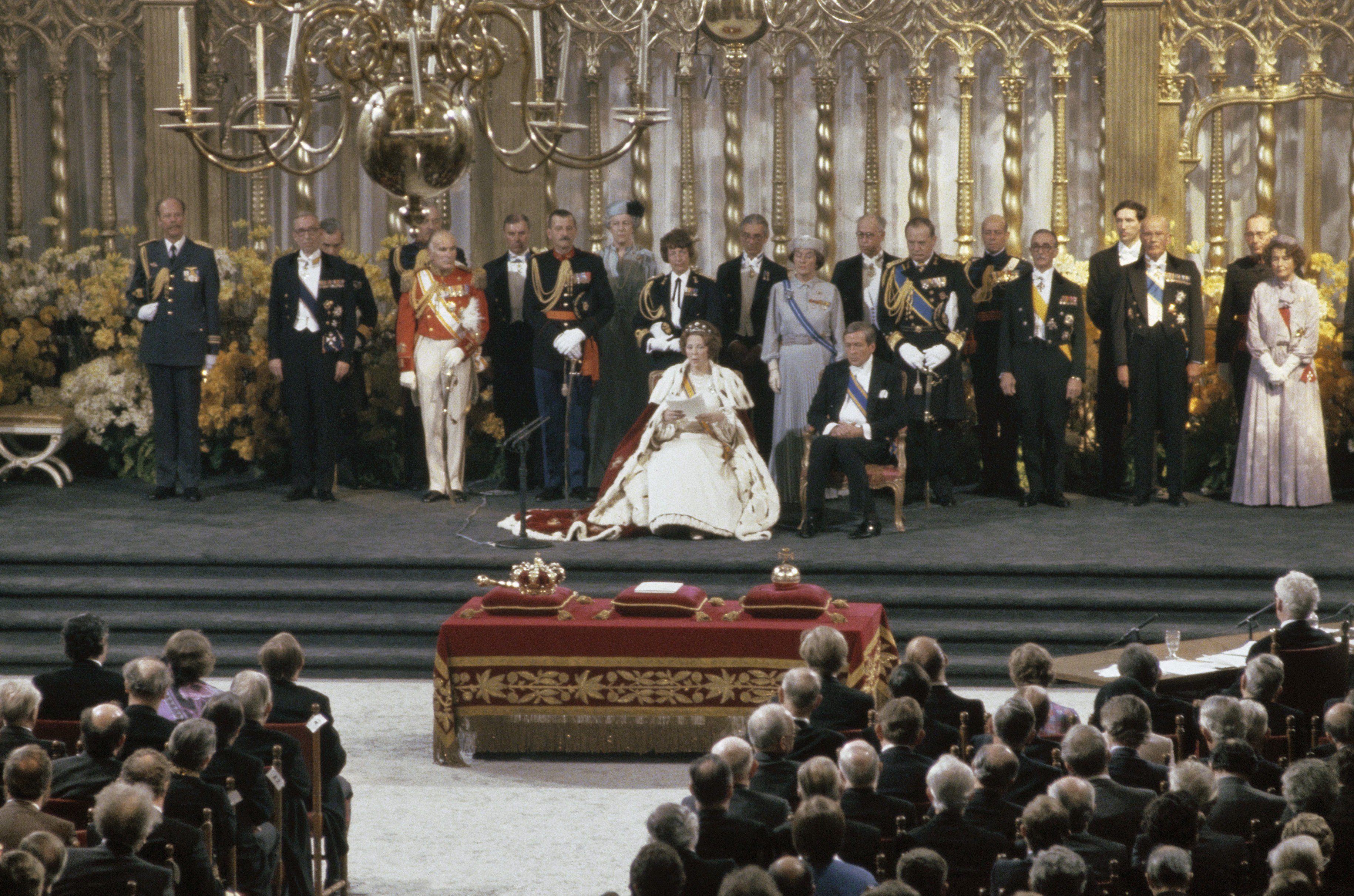
Troonswisseling in Nederland in 1980 tijdens eedsaflegging, de regalia op de credenstafel

De huidige Nederlandse regalia werden vervaardigd in opdracht van koning Willem II ter gelegenheid van diens inauguratie in 1840. Eerder liet koning Willem I regalia maken in 1815, die soberder van uitvoering waren.
De Nederlandse regalia bestaan uit:
- de kroon, als symbool voor de soevereiniteit van het Koninkrijk der Nederlanden en de waardigheid van de Koning als staatshoofd. De kroon werd vervaardigd door de Amsterdamse goudsmidse Bonebakker en is gemaakt van verguld zilver, ingezet met gekleurde imitatie-edelstenen en parels.[3] [4]
- de scepter, als symbool voor het koninklijk gezag.
- de rijksappel, als symbool voor het grondgebied van het Rijk. Zowel de scepter als de rijksappel werden vervaardigd door de Haagse hofjuwelier Meijer.[5]
- het Rijkszwaard, als symbool voor de macht van de koning
- de Rijksstandaard (ook Rijksbanier of Rijksvaandel), als symbool voor de natie. Het is een banier van witte moirézijde gehangen aan een vergulde speer, beschilderd met het Rijkswapen zoals verordonneerd op 24 augustus 1815. Het rijkswapen is sindsdien gewijzigd, maar de afbeelding op het Rijksvaandel is ongewijzigd gebleven.[6] Het Rijksvaandel werd beschilderd door Bartholomeus Johannes van Hove.[7]

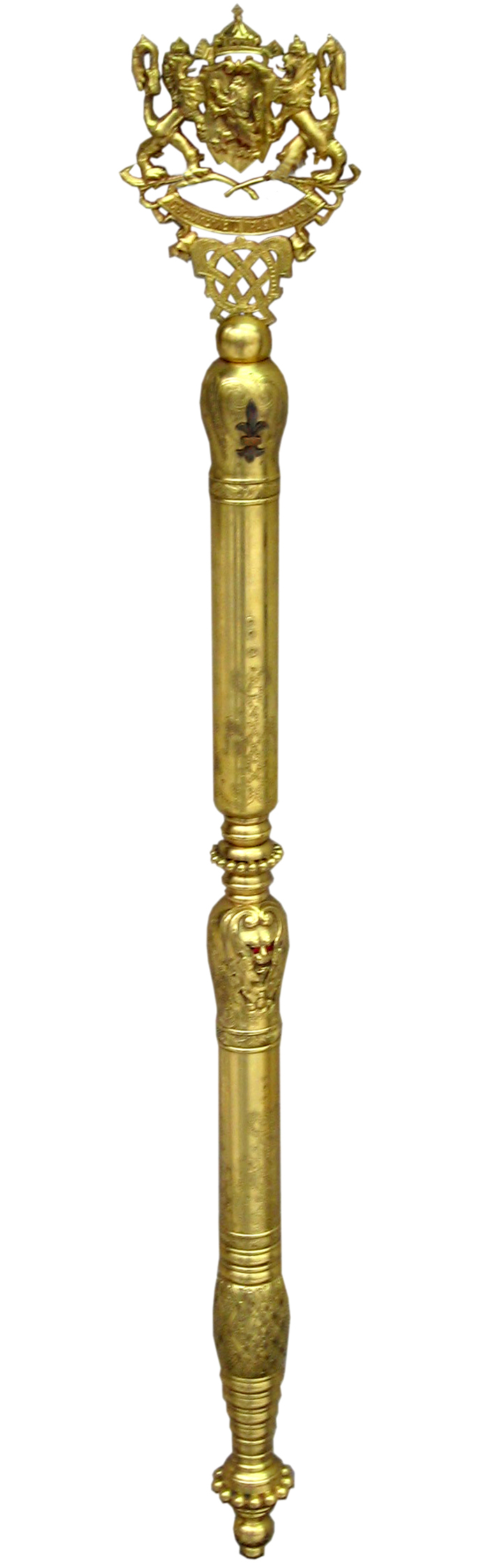
Koninklijke scepter Tsaar Boris III van Bulgarije

#### Gebruik
Nederlandse vorsten zijn nooit daadwerkelijk gekroond. Tijdens inhuldigingen liggen de kroon, scepter en rijksappel op een zogenaamde 

credenstafel in de Nieuwe Kerk te Amsterdam, waar de troonswisseling plaatsvindt. Ook op foto's en schilderijen wordt het koningschap op deze manier uitgebeeld. Het Rijksvaandel en het Rijkszwaard worden in de stoet van het Paleis op de Dam naar de kerk gedragen en worden in de kerk aan weerszijden van de koninklijke verhoging gehouden.

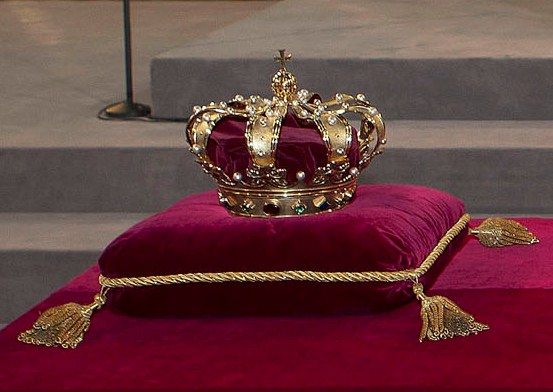
Kroon
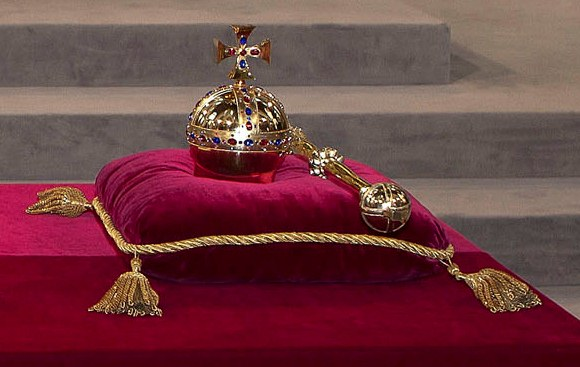
Rijksappel en scepter
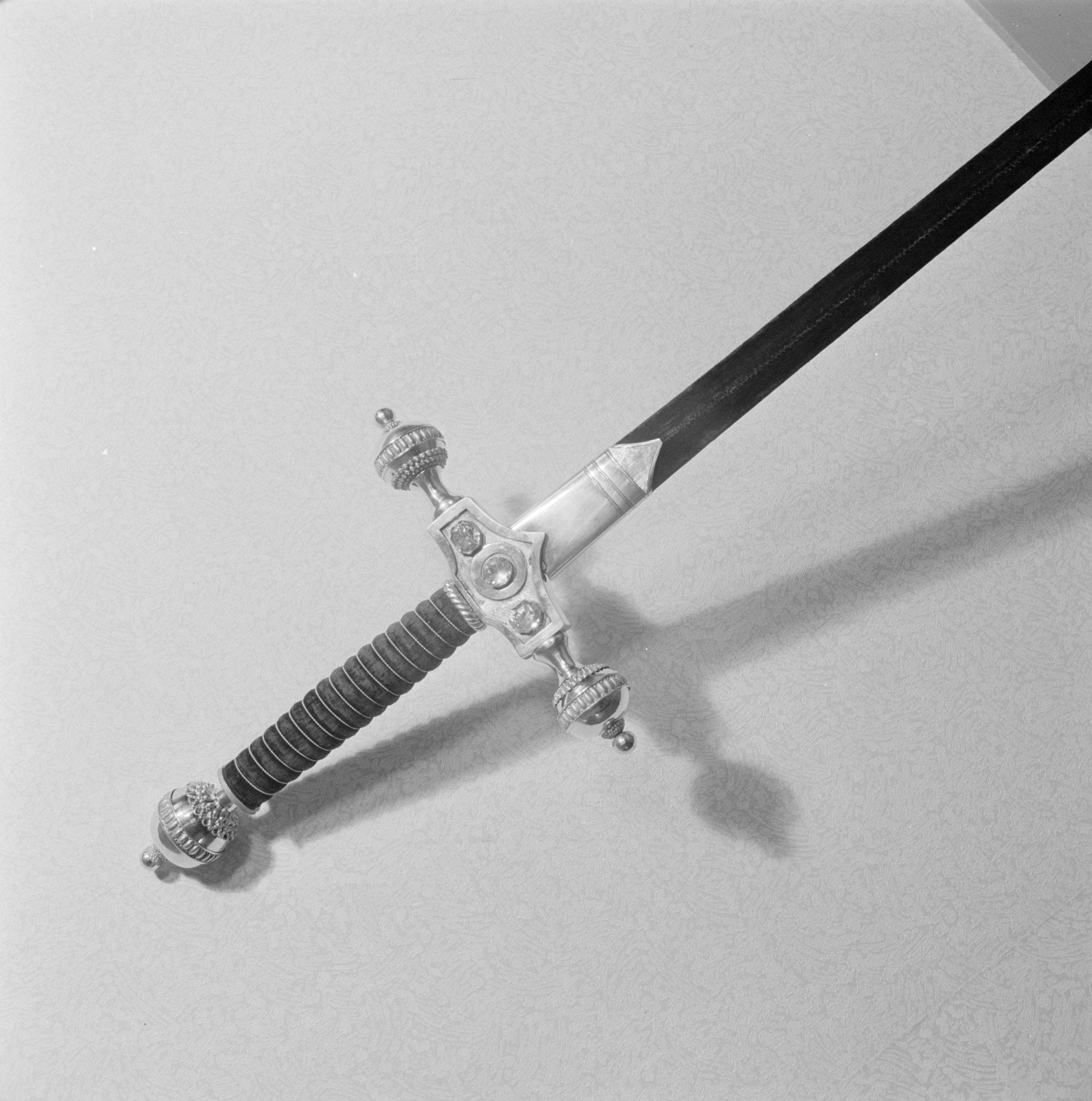
Rijkszwaard
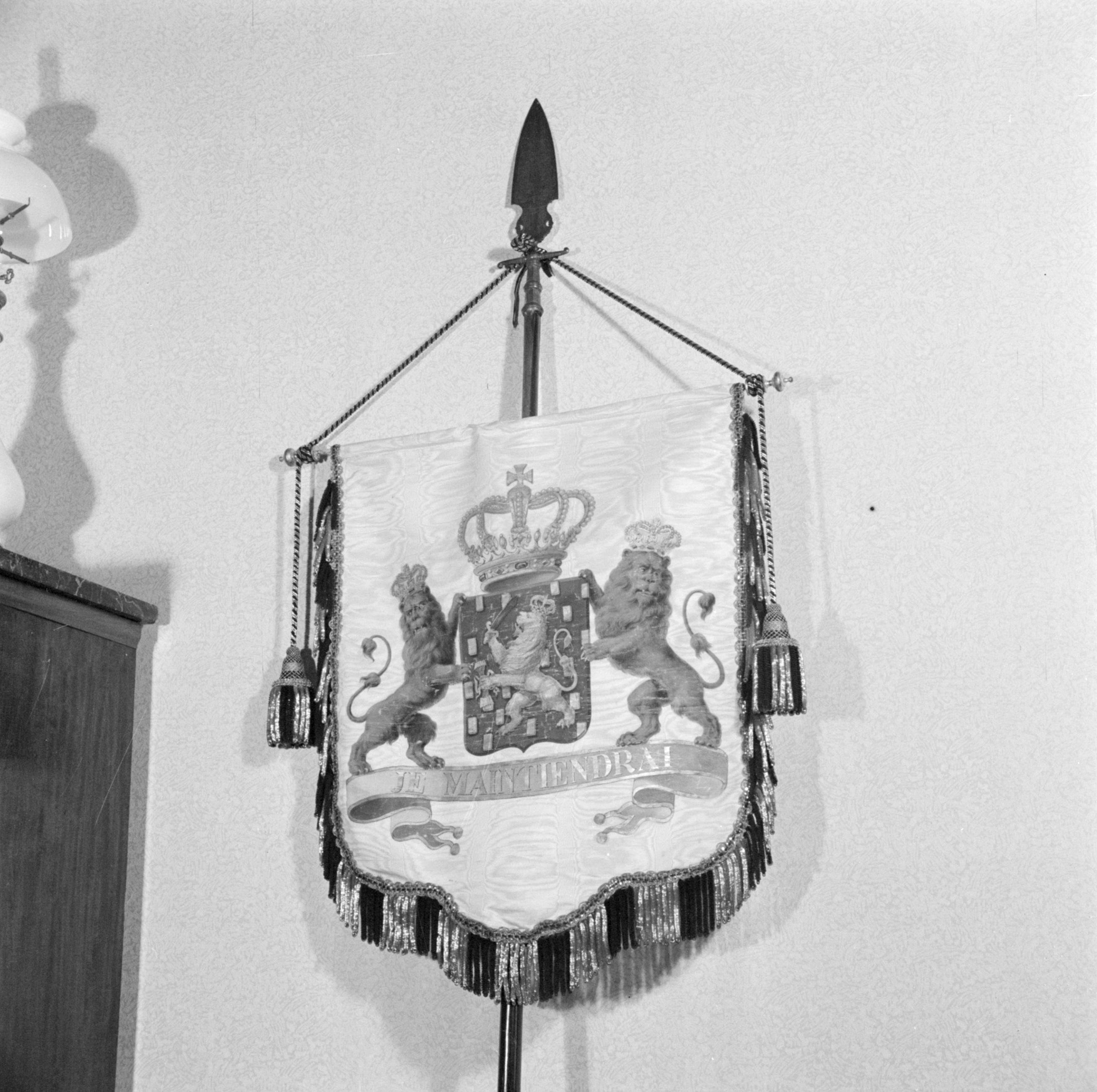
Rijksstandaard

## België
In België worden de vorsten niet gekroond en heeft men ook geen regalia.

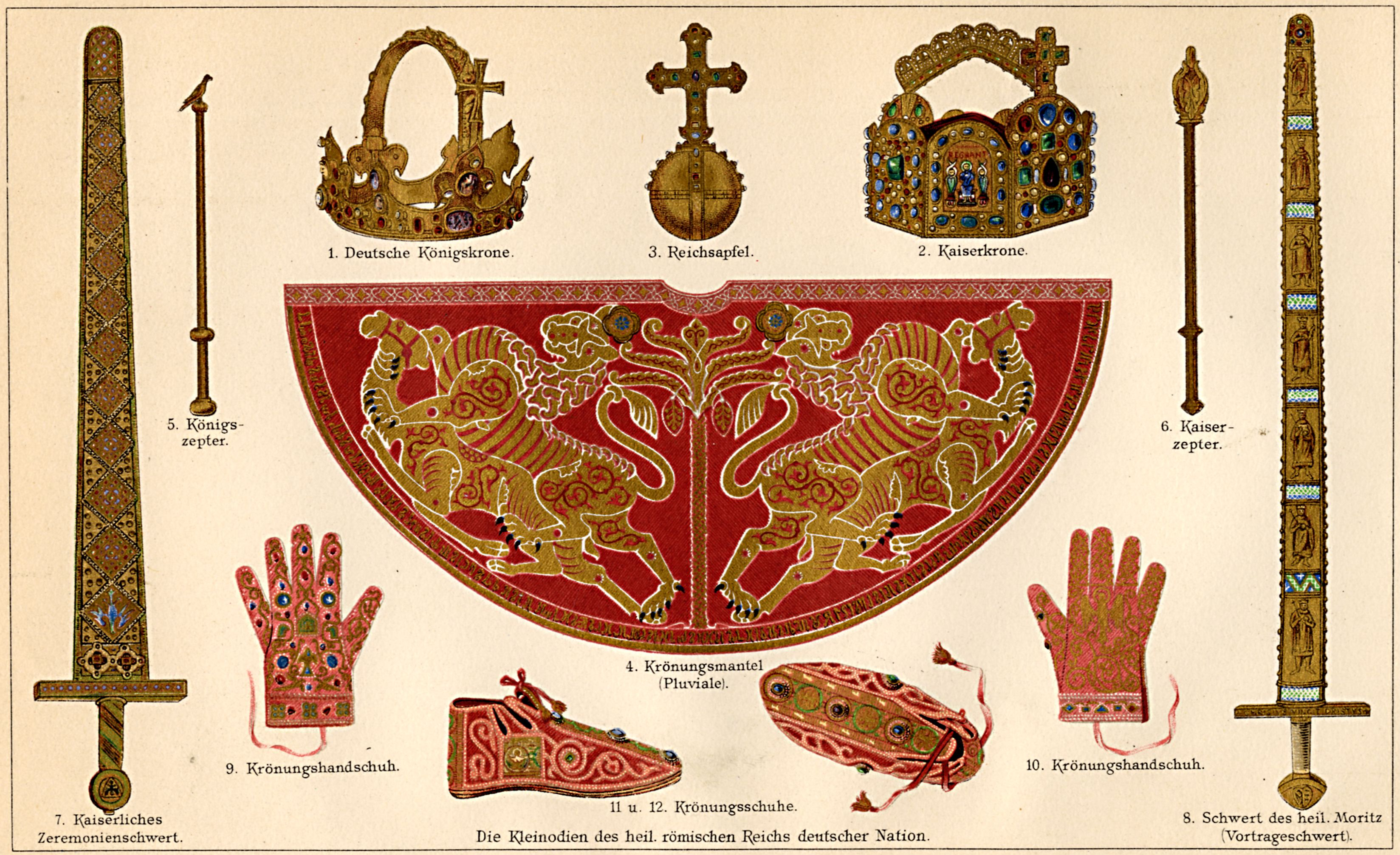
Regalia Heilige Roomse Rijk

## Rooms-Duitse Rijk
In het Rooms-Duitse Rijk waren de rijksregalia uitgebreid; de kroningsceremonie maakte bovendien gebruik van religieuze attributen: zoals de klerikale kledij dalmatiek en stola, evangelieboek en heilig oliesel. Er bestaan middeleeuwse afbeeldingen waarop te zien is hoe een rij zwaarbewaakte koetsen de regalia naar de kroningsstad brengt.

## Trivia
- De term Regalia wordt ook gebruikt voor de kentekenen die tijdens rituele zittingen worden gebruikt in de vrijmetselarij en de para-maçonnerie.